# 83 Большой Медведицы
83 Большой Медведицы — двойная звезда в созвездии Большой Медведицы. Это полурегулярная переменная звезда; по этой причине ей было присвоено переменное звёздное обозначение IQ Ursae Majoris. Варьируется по яркости от видимой визуальной величины 4,69 до 4,75. Перси и Ау (1994) идентифицировали её как красную переменную небольшой амплитуды с нерегулярным поведением, имеющую характерную шкалу времени в 20 дней. На основе ежегодного параллакса сдвига от 6,23 ± 0,22 мас. Расположена примерно в 520 световых годах от Солнца. Система приближается с гелиоцентрической радиальной скоростью −18,6 км/с.
Видимым компонентом является развитый красный гигант со звёздной классификацией M2 III. Это бариевая звезда, демонстрирующая повышенное количество элементов s-процесса во внешней атмосфере. Этот материал, возможно, был приобретён во время предыдущего переноса массы у компаньона, который теперь является белым карликом, или самообогащён в результате драгирования во время процесса асимптотического ветвления гигантов.